# جام بزرگ والیبال قهرمانان جهان ۲۰۱۳
جام بزرگ والیبال قهرمانان جهان ۲۰۱۳ از ۱۹ تا ۲۴ نوامبر ۲۰۱۳ در کیوتو و توکیو در ژاپن برگزار شد.

## تیم‌ها
| تیم                 | انتخاب شده به عنوان       |
| ------------------- | ------------------------- |
| ژاپن                | کشور میزبان               |
| برزیل               | قهرمان ۲۰۱۳ آمریکای جنوبی |
| ایالات متحده آمریکا | قهرمان ۲۰۱۳ آمریکای شمالی |
| روسیه               | قهرمان ۲۰۱۳ اروپا         |
| ایران               | قهرمان ۲۰۱۳ آسیا          |
| ایتالیا             | کارت سفید                 |

## مکان
| مسابقات کیوتو        | مسابقات توکیو            |
| -------------------- | ------------------------ |
| کیوتو, ژاپن          | توکیو, ژاپن              |
| ورزشگاه استانی کیوتو | ورزشگاه متروپولیتن توکیو |
| گنجایش: ۵٬۴۹۶        | گنجایش: ۱۰٬۰۰۰           |
|                      |                          |

## روش امتیازدهی و رده‌بندی
در جدول، تیم‌ها بر اساس موارد زیر رده‌بندی می‌شوند:
۱- امتیاز
۲- تعداد بازی‌های برده
۳- نسبت دست‌های برده به باخته
۴- نسبت امتیاز کسب شده به از دست ‌داده
۵- نتیجه آخرین مسابقه میان تیم‌های هم امتیاز
- اگر بازی با نتیجهٔ ۳ بر ۰ یا ۳ بر ۱ به پایان برسد، تیم برنده ۳ امتیاز بازی را کسب می‌نماید و تیم بازنده هیچ امتیازی نمی‌گیرد.
- اگر بازی با نتیجهٔ ۳ بر ۲ به پایان برسد، تیم برنده ۲ امتیاز و تیم بازنده ۱ امتیاز کسب می‌نمایند.

## نتایج
- زمان‌ها زمان استاندارد ژاپن (یوتی‌سی ۹:۰۰+) هستند.

|      |                     |          | مسابقات | مسابقات | ست‌ها | ست‌ها | ست‌ها  | امتیازها | امتیازها | امتیازها |
| رتبه | تیم                 | امتیازها | برد     | باخت    | برد  | باخت | نسبت  | برد      | باخت     | نسبت     |
| ---- | ------------------- | -------- | ------- | ------- | ---- | ---- | ----- | -------- | -------- | -------- |
| ۱    | برزیل               | ۱۲       | ۴       | ۱       | ۱۴   | ۶    | ۲٫۳۳۳ | ۴۶۱      | ۴۲۸      | ۱٫۰۷۷    |
| ۲    | روسیه               | ۱۱       | ۴       | ۱       | ۱۳   | ۵    | ۲٫۶۰۰ | ۴۳۲      | ۳۸۰      | ۱٫۱۳۷    |
| ۳    | ایتالیا             | ۹        | ۲       | ۳       | ۱۲   | ۱۰   | ۱٫۲۰۰ | ۴۹۸      | ۴۷۷      | ۱٫۰۴۴    |
| ۴    | ایران               | ۷        | ۳       | ۲       | ۱۰   | ۱۰   | ۱٫۰۰۰ | ۴۳۹      | ۴۵۰      | ۰٫۹۷۶    |
| ۵    | ایالات متحده آمریکا | ۶        | ۲       | ۳       | ۸    | ۱۲   | ۰٫۶۶۷ | ۴۶۶      | ۴۶۰      | ۱٫۰۱۳    |
| ۶    | ژاپن                | ۰        | ۰       | ۵       | ۱    | ۱۵   | ۰٫۰۶۷ | ۲۹۵      | ۳۹۶      | ۰٫۷۴۵    |

### مسابقات کیوتو
| تاریخ | ساعت  |                     | امتیاز |                     | ست ۱  | ست ۲  | ست ۳  | ست ۴  | ست ۵  | مجموع   | گزارش |
| ----- | ----- | ------------------- | ------ | ------------------- | ----- | ----- | ----- | ----- | ----- | ------- | ----- |
| ۱۹ ن  | ۱۲:۱۰ | ایتالیا             | ۳–۱    | روسیه               | ۲۸–۲۶ | ۲۵–۲۰ | ۱۹–۲۵ | ۲۷–۲۵ |       | ۹۹–۹۶   | P2 P3 |
| ۱۹ ن  | ۱۶:۱۰ | ایران               | ۱–۳    | برزیل               | ۱۶–۲۵ | ۱۷–۲۵ | ۲۷–۲۵ | ۲۳–۲۵ |       | ۸۳–۱۰۰  | P2 P3 |
| ۱۹ ن  | ۱۹:۱۰ | ایالات متحده آمریکا | ۳–۱    | ژاپن                | ۲۵–۱۷ | ۲۵–۱۷ | ۲۱–۲۵ | ۲۵–۲۰ |       | ۹۶–۷۹   | P2 P3 |
| ۲۰ ن  | ۱۲:۱۰ | ایتالیا             | ۲–۳    | ایران               | ۲۴–۲۶ | ۲۵–۱۶ | ۲۳–۲۵ | ۲۵–۲۳ | ۱۲–۱۵ | ۱۰۹–۱۰۵ | P2 P3 |
| ۲۰ ن  | ۱۶:۱۰ | برزیل               | ۳–۰    | ایالات متحده آمریکا | ۳۱–۲۹ | ۲۵–۲۳ | ۲۵–۲۳ |       |       | ۸۱–۷۵   | P2 P3 |
| ۲۰ ن  | ۱۹:۱۰ | روسیه               | ۳–۰    | ژاپن                | ۲۵–۱۶ | ۲۵–۱۷ | ۲۵–۱۸ |       |       | ۷۵–۵۱   | P2 P3 |

### مسابقات توکیو
| تاریخ | ساعت  |                     | امتیاز |                     | ست ۱  | ست ۲  | ست ۳  | ست ۴  | ست ۵  | مجموع   | گزارش |
| ----- | ----- | ------------------- | ------ | ------------------- | ----- | ----- | ----- | ----- | ----- | ------- | ----- |
| ۲۲ ن  | ۱۲:۱۰ | ایالات متحده آمریکا | ۳–۲    | ایتالیا             | ۲۵–۲۱ | ۲۰–۲۵ | ۲۲–۲۵ | ۲۸–۲۶ | ۱۵–۱۳ | ۱۱۰–۱۱۰ | P2 P3 |
| ۲۲ ن  | ۱۶:۱۰ | ایران               | ۰–۳    | روسیه               | ۲۳–۲۵ | ۲۳–۲۵ | ۱۹–۲۵ |       |       | ۶۵–۷۵   | P2 P3 |
| ۲۲ ن  | ۱۹:۱۰ | ژاپن                | ۰–۳    | برزیل               | ۱۷–۲۵ | ۲۳–۲۵ | ۱۸–۲۵ |       |       | ۵۸–۷۵   | P2 P3 |
| ۲۳ ن  | ۱۲:۱۰ | ایران               | ۳–۲    | ایالات متحده آمریکا | ۲۸–۲۶ | ۱۹–۲۵ | ۱۹–۲۵ | ۲۷–۲۵ | ۱۸–۱۶ | ۱۱۱–۱۱۷ | P2 P3 |
| ۲۳ ن  | ۱۶:۱۰ | روسیه               | ۳-۲    | برزیل               | ۲۰-۲۵ | ۲۲-۲۵ | ۱۵-۲۱ | ۲۵-۱۷ | ۱۵-۹  | ۱۰۷-۹۷  | P2 P3 |
| ۲۳ ن  | ۱۹:۱۰ | ایتالیا             | ۰−۳    | ژاپن                | ۱۶−۲۵ | ۲۱−۲۵ | ۲۱−۲۵ |       |       | ۵۸−۷۵   | P2 P3 |
| ۲۴ ن  | ۱۲:۱۰ | برزیل               | ۳−۲    | ایتالیا             | ۲۵-۲۲ | ۲۵-۲۲ | ۲۳-۲۵ | ۲۰-۲۵ | ۱۵-۱۱ | ۱۰۸-۱۰۵ | P2 P3 |
| ۲۴ ن  | ۱۵:۱۰ | ایالات متحده آمریکا | ۰-۳    | روسیه               | ۲۹−۲۷ | ۲۵−۲۲ | ۲۵−۱۹ |       |       | ۷۹−۶۸   | P2 P3 |
| ۲۴ ن  | ۱۸:۱۰ | ژاپن                | ۳−۰    | ایران               | ۲۵−۱۷ | ۲۵−۱۸ | ۲۵−۱۴ |       |       | ۷۵−۴۹   | P2 P3 |

## جدول پایانی
| رتبه | تیم                 |
| ---- | ------------------- |
| 1    | برزیل               |
| 2    | روسیه               |
| 3    | ایتالیا             |
| ۴    | ایران               |
| ۵    | ایالات متحده آمریکا |
| ۶    | ژاپن                |

| جام بزرگ قهرمانان جهان ۲۰۱۳ |
| --------------------------- |
| · برزیل · ۴امین عنوان       |

## جوایز
| - باارزشترین بازیکن دیمیتری موزرسکی - بهترین پاسور برونو رزنده - بهترین دریافت کننده قدرتی فیلیپو لانزا دیمیتری ایلینیخ | - بهترین مدافع روی تور مکسول هالت امانوئل بیرارلی - بهترین پشت خط زن / قطر پاسور والاس د سوزا - بهترین بازیکن آزاد فرهاد ظریف |

## در ایران
در ایران این مسابقات به قهرمانان قاره‌ها هم معروف است.